# Areas

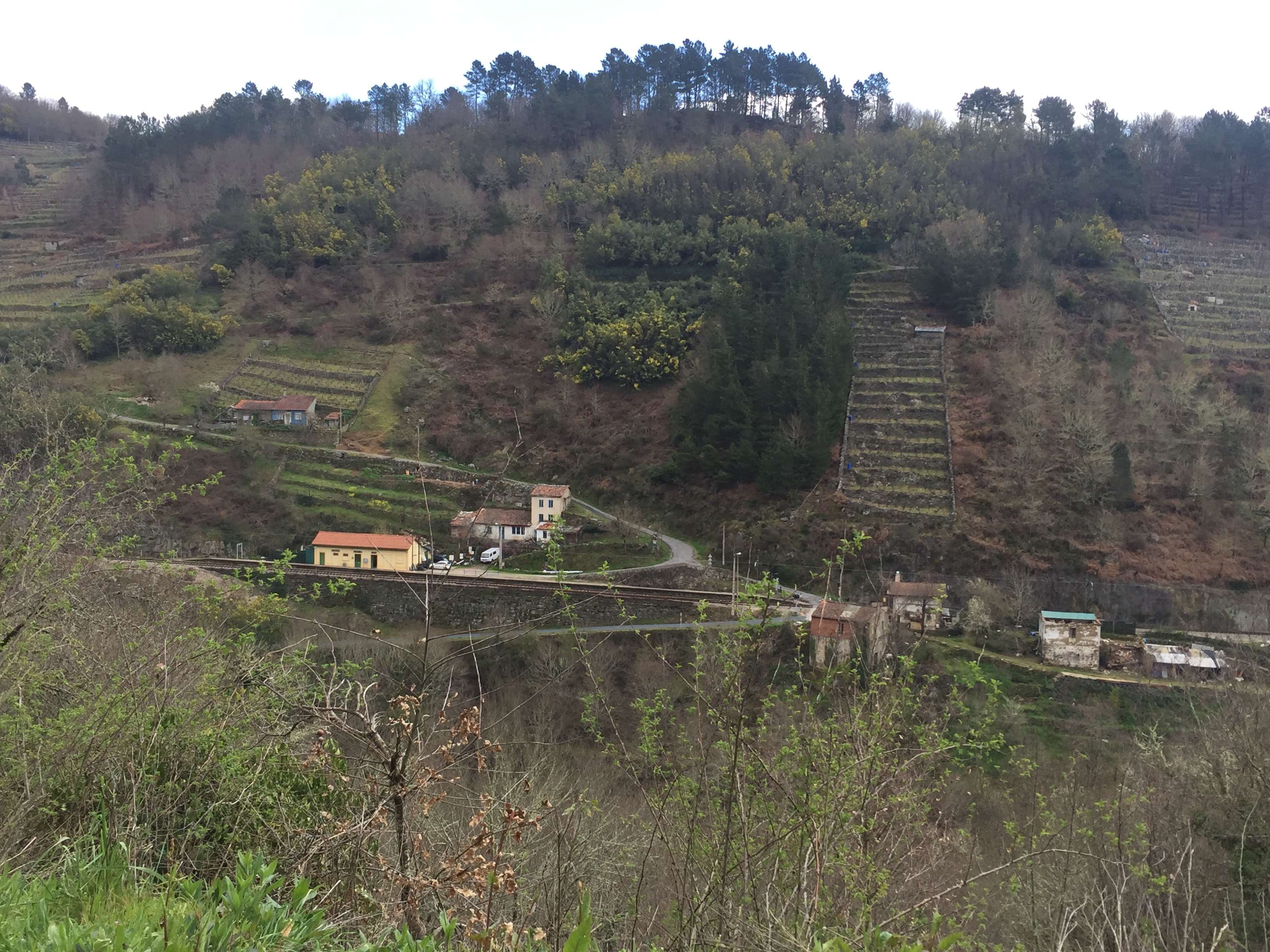
Blick auf den Bahnhof von Areas

Areas ist ein kleiner Ort in der Gemeinde Sober in der spanischen Provinz Lugo. Areas liegt auf einer Höhe von 237 m am Fluss Cabe und an der Straße, die Rosende mit Acedre verbindet. Im Jahr 2020 hatte der Ort 3 Einwohner.

## Bahnanbindung
Areas liegt an der Eisenbahnlinie Monforte–Redondela und hat einen kleinen Bahnhof mit Mitteldistanzdiensten. Die Station  wurde am 1. Dezember 1884 eingeweiht und war für die Eisenbahngesellschaft Medina-Zamora und Pray to Vigo zuständig. Dieses Management wurde bis 1928 aufrechterhalten, als es von der Compañía Nacional de los Ferrocarriles del Oeste de España übernommen wurde, einer Aktiengesellschaft, die gegründet wurde, um mehrere Strecken mit allgemeinem Defizit im Westen des Landes zu verwalten. Seit dem 31. Dezember 2004 betreibt Renfe Operadora die Strecke, während Adif Eigentümer der Eisenbahnanlagen ist.